# Ascelina
Ascelina – niejasnego pochodzenia imię żeńskie, które może wywodzić się od germańskich imion dwuczłonowych z pierwszym elementem adal- – "szlachetny, znakomity". Może jednak także pochodzić od łac. ascella – "pacha". Patronką imienia w Kościele katolickim jest św. Ascelina, ur. w Ville-sous-la-Ferté, krewna św. Bernarda z Clairvaux, mistyczka". 
Ascelina imieniny obchodzi 23 sierpnia.